# Просидба
Просидба је израз којим се описује понуда којом неко себе или другу особу (најчешће непосредног потомка или подређеног члана породице) нуди као партнера за брак или одговарајући однос. Уколико се понуда прихвати, тада се склапају заруке. Кроз историју, као и у многим данашњим културама, брачне понуде су слали или прихваћали не сами брачни партнери, него њихови родитељи или старатељи, при чему главни мотив није била љубав или жеља за заједничким животом будућих супружника колико настојање да се остваре одређени економски или политички интереси. 
У данашњој западној култури, гдје је одлучивање о заснивању брачних односа у искључивој домену самих брачних партнера, нуђење руке, односно понуда за брак се сматра једним од најважнијих догађаја у нечијем интимном односу. Обично приликом њега мушки партнер настоји импресионирати своју партнерку тако што јој приликом наоко "обичног" сусрета, и то на јавном мјесту, изненада понуди веренички прстен и своју озбиљност потврди гестом као што је клечање. У посљедње доба такве брачне понуде постају и јавни спектакл, односно просци својим потенцијалним супругама своје понуде шаљу преко огласа на великим рекламним паноима, изговарањем у етеру телевизијског програма и сл.